# Ödön Nádas
Ödön Nádas (12 de setembre de 1891 - 9 d'octubre de 1951) fou un futbolista hongarès. Com a futbolista jugà al Budapest EAC i al 33 FC Budapest. Una vegada retirat va exercir d'entrenador de futbol, entre d'altres de la selecció hongaresa durant la Copa del Món de futbol 1934.